# Северини
Севери́ни — село в Україні, у Староостропільській сільській громаді Хмельницького району Хмельницької області. Населення становить 231 осіб. До 2020 орган місцевого самоврядування — Староостропільська сільська рада.

## Географія
Селом протікає річка Осира.

## Герб
У лазуровому щиті з срібною хвилястою базою дві срібні шаблі із золотими руків'ями, покладені в косий хрест, поверх яких золотий полум'яний меч в стовп. Козацькі шаблі – символ легенди про Северина Наливайка і походження назви села, полум'яний меч - символ історичного храму Архистратига Михаїла, який існував в селі.

## Історія
Історія села є маловідомою. У XIX столітті село належало Серачинським (пол. Sieraczyński), дворянам Волинської губернії.
На початку XX століття (1913 рік) землевласниці Яніна та Марія Едуардовні Серачинські володіли землею у розмірі 600 десятин.
7 (20) листопада 1917 року, відповідно до Третього Універсалу Української Центральної Ради, увійшло до складу Української Народної Республіки.
У селі Северини на даний час зберігся панський став та дві липи.
В селі є невеличкий магазин. Раніше була школа молодших класів, але через нестачу учнів її закрили. В цьому приміщенні знаходиться медичний пункт. Також село має невеличкий старий фруктовий сад, який з часом перестав плодоносити, а також сосни та ліс. Село Северини прославились воєнними боями Северина Наливайка, який перебував на даній території, так і напевно по переказах старших мешканців утворилася назва села. У селі проживає 129 чоловік. В Северинах розташована стара маленька будівля, яка служить парафіянам за церкву. Раніше в селі був клуб, але через недбальство сільського голови він розтрощений та розграбований. Зараз значних змін на жаль не відбувається, через орган місцевого самоврядування, який є чинним на даній місцевості. Розвиток села стоїть на місці через грабування влади та корупцію. Тому ми самі повинні берегти історію нашого краю, історію тієї землі, де народились наші пращури, наші батьки й передавати її з покоління в покоління, сіяти зерно правди та гордості за землю, де ми проживаємо та народилися.
12 червня 2020 року, відповідно до розпорядження Кабінету Міністрів України № 727-р «Про визначення адміністративних центрів та затвердження територій територіальних громад Хмельницької області», увійшло до складу Староостропільської сільської громади.
19 липня 2020 року, після ліквідації Старокостянтинівського району, село увійшло до Хмельницького району.

## Населення
Згідно з переписом УРСР 1989 року чисельність наявного населення села становила 282 особи, з яких 126 чоловіків та 156 жінок.
За переписом населення України 2001 року в селі мешкало 230 осіб. 100 % населення вказало своєю рідною мовою українську мову.